# نوروود (برانکس)
نوروود (به انگلیسی: Norwood) یک محله در ایالات متحده آمریکا است که در برانکس واقع شده‌است. نوروود ۴۰٬۴۹۴ نفر جمعیت دارد.